# Dawson City Nuggets

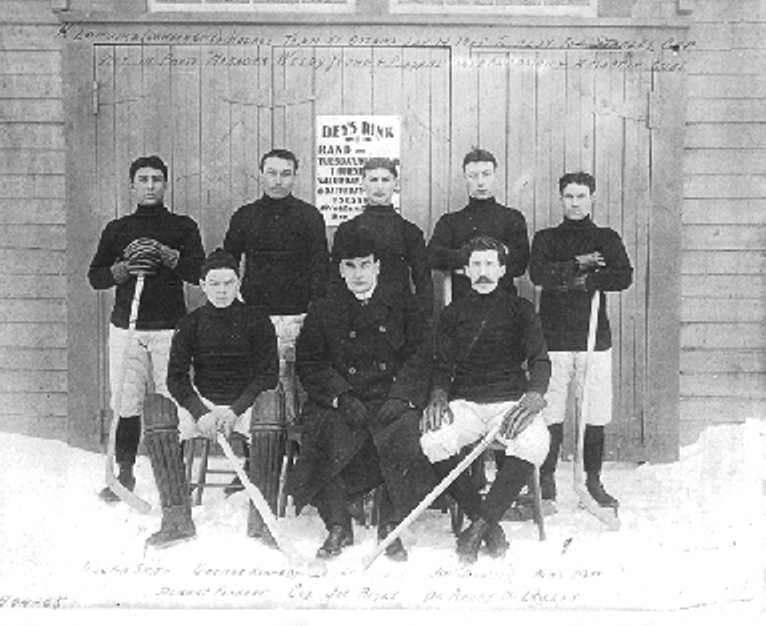
Hráči Dawsonu po tréninku v Ottawě

Dawson City Nuggets (takzvaní Klondikers) byl kanadský hokejový klub. Založil ho během zlaté horečky v Dawson City místní milionář Joseph Whiteside Boyle a přihlásil ho k vyzývacím zápasům o Stanleyův pohár 1905 proti obhájci Ottawa Silver Seven (tehdy ještě bývalo při hokeji na ploše sedm hráčů). Dawsonský tým cestoval do kanadské metropole 25 dní a překonal 6400 kilometrů. Saněmi se psím spřežením se hráči dostali do Skagwaye, odtud lodí do Vancouveru a pak vlakem přes celou Kanadu. Dorazili pouhé dva dny před začátkem série, což se na jejich kondici samozřejmě projevilo. Navíc se museli obejít bez své největší hvězdy: Weldy Young, který předtím hrával za Ottawu, jako státní zaměstnanec nedostal volno.
Nuggets sehráli s Ottawou dva zápasy na stadionu Dey's Arena. 13. ledna 1905 prohráli 2:9 a v odvetě 16. ledna 2:23, což je dosud největší brankový rozdíl v dějinách Stanley Cupu. Další rekord zaznamenal Frank McGee, který v tomto utkání vstřelil 14 branek (z toho osm v řadě během necelých devíti minut).
- Sestava Dawsonu: Albert Forrest, Jim Johnstone, Lorne Hanna, Dave Fairburn (v druhém zápase Randy McLennan), Hector Smith, George Kennedy, Norman Watt

Po této účasti ve finále se klub rozpadl.
V roce 1997 se uskutečnilo dobročinné exhibiční utkání na památku této série, v němž nastoupil v dobových dresech výběr Dawson City proti „starým pánům“ Ottawa Senators a prohrál 0:18.